# Osea (isola)
 Isola di Osea  (Osyth's island), in precedenza anche Osey, è un'isola disabitata nell'estuario del fiume Blackwater, nell'Essex (Inghilterra). Ha una superficie approssimativamente di 1,5 km2 ed è collegata alla terraferma, riva nord del fiume, da un rilevato, che viene sommerso dall'acqua alta. L’isola fa parte della parrocchia civile di Heybridge.
L'isola di Northey si trova a circa un miglio a ovest e l'isola Mersea a circa cinque miglia a nordest. L'intera isola è di proprietà del produttore di musica Nigel Frieda.

## Residenti famosi
Prima del 2004, l'isola ospitava una piccola comunità di affittuari quali il pittore Luke Elwes, la fotografa Hélène Binet e il filosofo David Papineau. Si è saputo che nel 2019 la cantante bajan Rihanna affittò l'isola per registrare un suo album.